# Olpebach (Kürtener Sülz)
Der Olpebach oder auch die Olpe ist ein linker Zufluss der Kürtener Sülz und fließt zwischen Neuenhaus (Wipperfürth) und Grundermühle in der Gemeinde Kürten im nordrhein-westfälischen Oberbergischen Kreis.

## Name
Der Bach bzw. die Ortslage Olpe wird 1171 erwähnt als de Olpe, später auch Olipe, Olepe, Oilpe, Olep und Olpe. Der Name Olpe kann abgeleitet werden von Ol(Ohl) für sumpfiges Gelände und apa/epe für Wasser. Alternativ könnte die erste Silbe auch auf germanisch *al- mit der Bedeutung „anschwellend, überflutend“ zurückgeführt werden.

## Geographie

### Verlauf
Der Olpebach entspringt im Gehöft Neuenhaus und fließt in südwestlicher Richtung im Wesentlichen durch das Kürtener Gemeindegebiet nach gut 6,7 km bei Grundermühle in die Kürtener Sülz.

### Einzugsgebiet
Das Einzugsgebiet des Olpebachs liegt im Naturraum Sülzsenken und -rücken und wird begrenzt
- im Südosten durch den Ommerbach, einem Zufluss der Lindlarer Sülz,
- im Osten durch den Heibach, einem Zufluss der Lindlarer Sülz,
- ansonsten durch die aufnehmende Kürtener Sülz.

### Zuflüsse
Der Olpebach hat folgende Nebengewässer:
- namenloses Gewässer, 872,78 m lang, von rechts, 5,6 km vor der Mündung,
- Dellinger Siefen, 883,9 m lang, von links, 4,6 km vor der Mündung,
- Wachtelner Siefen, 1,193 km lang, von rechts, 3,7 km vor der Mündung,
- Haus Olper Siefen, 1,72 km lang, von rechts, 2,6 km vor der Mündung,
- Selbach, 2,536 km lang, von rechts, 822 m vor der Mündung.